# Tlacacuitlahuatzin
Tlacacuitlahuatzin (fl. XV secolo) fu il primo tlatoani (regnante) di Tiliuhcan, un altepetl tepaneco precolombiano situato vicino a Tlacopan.

## Biografia
Le figlie Miyahuaxochtzin e Matlalxochtzin sposarono rispettivamente Huitzilíhuitl e Tlatolzaca, figli di Acamapichtili, primo tlatoani di Tenochtitlán. Un'altra figlia, Tlacochcuetzin, sposò Aculnahuacatl Tzaqualcatl, primo tlatoani di Tlacopan.
Alla sua morte Tlacacuitlahuatzin fu succeduto da Tzihuactlayahuallohuatzin, un figlio di Tezozomoc, regnante di Azcapotzalco.